# Gare de Courtemaîche
La gare de Courtemaîche est une gare ferroviaire suisse de la ligne de Delémont à Delle. Elle est située route de Cœuve, à environ 700 mètres, dans l'est, du centre du village de Courtemaîche, sur le territoire de la commune de Basse-Allaine, dans le canton du Jura.
Mise en service en 1872 par la Compagnie du chemin de fer de Porrentruy à Delle (PD). C'est une gare des Chemins de fer fédéraux suisses (SBB CFF FFS), mais une simple halte pour le service des voyageurs, desservie par des trains circulant entre la Suisse et la France.

## Situation ferroviaire
Établie à 397 mètres d'altitude, la gare de Courtemaîche est située au point kilométrique (PK) 117,99 de la ligne de Delémont à Delle, entre les gares de Courchavon et de Grandgourt.
Gare de Bifurcation, Courtemaîche est également l'origine, au PK 0,000, de la ligne de Courtemaîche à Bure, courte infrastructure à usage uniquement militaire pour la desserte de la « place d'armes » fédérale de Bure.

## Histoire

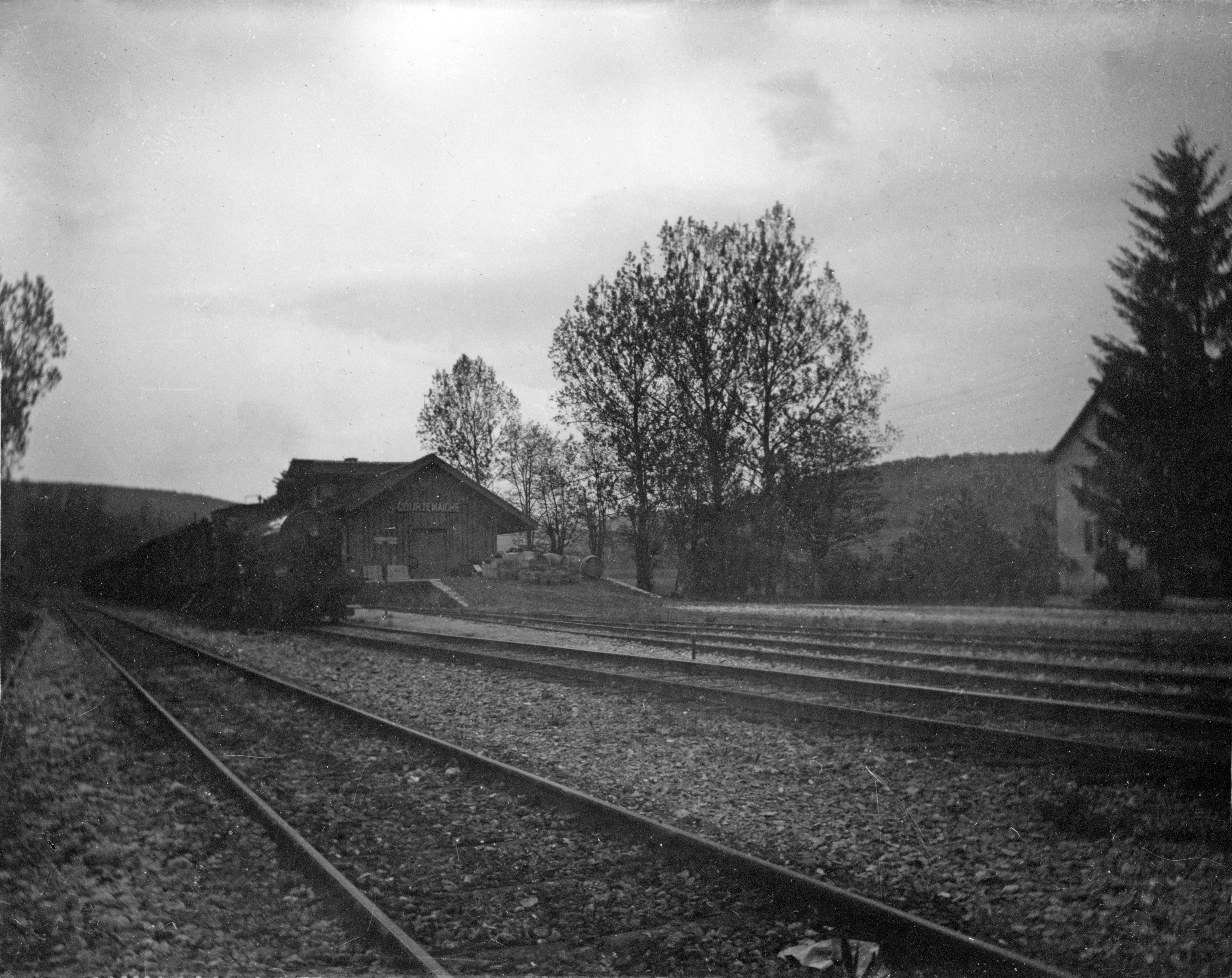
La gare avant 1947, photo de Eugène Cattin (1866-1947).

La gare de Courtemaîche est mise en service le 23 septembre 1872 par la Compagnie du chemin de fer de Porrentruy à Delle (PD), lorsqu'elle ouvre à l'exploitation sa ligne vers la frontière entre la Suisse et la France, et la gare de Delle. Cette même année, la gare est isolée par des inondations.
Un quai de chargement y est aménagé en 1931, et le bâtiment voyageurs est transformé en 1935.

## Service des voyageurs

### Accueil
Halte voyageurs SBB CFF FFS, c'est un point d'arrêt non géré (PANG). Elle dispose d'un petit bâtiment d'attente.

### Desserte
Courtemaîche est desservie par des trains régionaux de la relation Delémont, ou Bienne - Belfort - Montbéliard TGV, ou Delle.

### Intermodalité
Elle dispose d'emplacements aménagés pour les vélos.